# Chendo
Miguel Porlán Noguera, normalt bare kendt som Chendo (født 12. oktober 1961 i Totana, Spanien) er en tidligere spansk fodboldspiller, der spillede som højre back. Han spillede på klubplan hele sin karriere, mellem 1979 og 1998, hos storklubben Real Madrid i La Liga. Her var han med til at vinde adskillige titler, blandt andet hele syv spanske mesterskaber, to UEFA Cupper og én Champions League.
Chendo spillede desuden mellem, 1986 og 1990, 26 kampe for Spaniens landshold. Han debuterede for holdet 22. januar 1986 i et opgør mod Sovjetunionen, og var en del af den spanske trup ved både VM i 1986 og VM i 1990.

## Titler
La Liga
- 1986, 1987, 1988, 1989, 1990, 1995 og 1997 med Real Madrid

Copa del Rey
- 1989 og 1993 med Real Madrid

Supercopa de España
- 1988, 1989, 1990, 1993 og 1997 med Real Madrid

Copa de La Liga
- 1985 med Real Madrid

Champions League
- 1998 med Real Madrid

UEFA Cup
- 1985 og 1986 med Real Madrid